# Guban
Guban este o societate comercială din Timișoara producătoare de încălțăminte, marochinărie, pielărie artificială, folii și produse chimice, accesorii metalice, corpuri de iluminat.
Guban Timișoara este unul dintre cei mai cunoscuți producători de pantofi din România.
Cifra de afaceri în 2006: 12,6 milioane lei

## Istoric
A fost fondată în 1937 de către Blaziu Guban sub numele de Uzina chimică Guban Timișoara și funcționa ca un atelier de produse chimice și cremă de ghete (lângă Gara Mică).
În anul 1952 trece în proprietatea Statului Român ca donație din partea lui Blaziu Guban care devine director pe viață, în urma unei înțelegeri cu guvernul de atunci.
Fabrica a fost singura din țară care, după naționalizarea din 1948, și-a păstrat directorul.
În anul 1954 începe producția de mase plastice, iar în anul 1959 cea de încălțăminte în sistem mesteșugăresc. Ulterior se construiește noua fabrică de pe Bulevardul Eroilor, iar în 1970 se trece la producția pe scară industrială a încălțămintei. 
Întreprinderea a fost privatizată în anul 1995 ca societate pe acțiuni, acționari fiind angajații.
În anul 2016 a fost demolată platforma industrială a fostei fabrici.